# Amphialos (griechischer Kämpfer)
Amphialos (altgriechisch Ἀμφίαλος Amphíalos) ist eine Person der griechischen Mythologie.
Er ist einzig durch Pausanias’ Beschreibung der von Polygnotos bemalten Lesche der Knidier in Delphi bekannt, auf der Szenen aus der weitgehend verlorenen Iliu persis zu sehen waren. Amphialos wird beim Abbau einer Hütte gezeigt, zu seinen Füßen ein sitzender Junge. Neben ihm bauen Polites, Strophios und Alphios die Hütte des Menelaos ab. Da Pausanias die Namen nicht aus der Odyssee bekannt waren, vermutete er, dass es sich dabei um Erfindungen des Malers Polygnotos handelt.